# Isiro
Isiro je město v Konžské demokratické republice. V roce 2024 zde žilo 400 tisíc obyvatel. Nachází se v severovýchodní části země a je hlavním městem provincie Haut-Uélé v nadmořské výšce asi 730 m n. m. 
Leží mezi oblastí tropického deštného lesa a savanou. Nejvýznamnějším zdrojem příjmů města je pěstování kávy. Většina obyvatel města hovoří ngalštinou, svahilštinou nebo zandštinou. Ve městě se nachází Univerzita v Uélé a Letiště Matari poskytující lety do konžského hlavního města Kinshasy. Dále z města vedou nezpevněné cesty do Ugandy a Jižního Súdánu. 